# Liste der denkmalgeschützten Objekte in Hofstetten-Grünau
Die Liste der denkmalgeschützten Objekte in Hofstetten-Grünau enthält die 7 denkmalgeschützten, unbeweglichen Objekte der niederösterreichischen Gemeinde Hofstetten-Grünau.

## Denkmäler
| Foto |                 | Denkmal | Standort                                                | Beschreibung | Metadaten |
| ---- | --------------- | --- | ------------------------------------------------------- | --- | --- |
| ja   | Datei hochladen | Ein- und Auslaufkammer Aigelsbachdüker (EK 74, AK 75), Rohrbrücke HERIS-ID: 111624 Objekt-ID: 129613seit 2012             | Aigelsbach 3 Standort siehe Beschreibung KG: Aigelsbach | Der Aigelsbachdüker, ein Düker der II. Wiener Hochquellenwasserleitung, unterquert mit einer Horizontalentfernung von rund 300 m die Ortschaft Aigelsbach von der Einlaufkammer EK 74 (Lage) zur Auslaufkammer AK 75 (Lage). Weiter ist unter diesem Eintrag auch die zum Düker gehörende Rohrbrücke (Lage) über den Aigelsbach geschützt.                                           | BDA-Hist.: Q37825573 Status: Bescheid Stand der BDA-Liste: 2025-06-30 Name: Ein- und Auslaufkammer Aigelsbachdüker (EK 74, AK 75), Rohrbrücke GstNr.: 69/3, 495/2, 8, 523, 546 Aigelsbachdüker |
| ja   | Datei hochladen | Kath. Pfarrkirche hl. Georg und Kirchhof HERIS-ID: 49821 Objekt-ID: 54010                                                 | Kirchenplatz 7 Standort KG: Grünau                      | Die Kirche in Grünau (Patrozinium: hl. Georg), ein romanischer Bau mit spätgotischen Erweiterungen und barockisiertem Langhaus, wurde 1310 zur Pfarrkirche erhoben. | BDA-Hist.: Q2082694 Status: § 2a Stand der BDA-Liste: 2025-06-30 Name: Kath. Pfarrkirche hl. Georg und Kirchhof GstNr.: 327, .16, 341 Pfarrkirche Grünau (Hofstetten-Grünau) |
| ja   | Datei hochladen | Pfarrhof HERIS-ID: 60543 Objekt-ID: 72858                                                                                 | Kirchenplatz 9 Standort KG: Grünau                      | | BDA-Hist.: Q38092109 Status: § 2a Stand der BDA-Liste: 2025-06-30 Name: Pfarrhof GstNr.: 325/1 |
| ja   | Datei hochladen | Aquädukt Lederhof 2 HERIS-ID: 111622 Objekt-ID: 129611seit 2012                                                           | Standort KG: Grünsbach                                  | Die II. Wiener Hochquellenwasserleitung ist eine 183 Kilometer lange Trinkwasser-Versorgungsleitung für die Stadt Wien. Sie wurde auf Betreiben von Karl Lueger errichtet und nach zehnjähriger Bauzeit am 2. Dezember 1910 als II. Kaiser-Franz-Josef-Hochquellenleitung eröffnet.                                                                                                  | BDA-Hist.: Q37825553 Status: Bescheid Stand der BDA-Liste: 2025-06-30 Name: Aquädukt Lederhof 2 GstNr.: 1052/2, 1014/1, 1015/2 |
| ja   | Datei hochladen | 2 Einstiegstürme (69, 70), 5 Kanalbrücken, Einlaufkammer Pielachdüker (EK 71) HERIS-ID: 111620 Objekt-ID: 129609seit 2012 | Standort siehe Beschreibung KG: Grünsbach               | Unter diesem Eintrag schützt das Bundesdenkmalamt einen Einsteigturm 69 (Lage), mehrere Kanalbrücken (Lage, Lage, Lage, Lage, Lage) und einen weiteren Einsteigturm 70 (Lage). Der Pielachdüker, ein Düker der II. Wiener Hochquellenwasserleitung, unterquert mit einer Horizontalentfernung von rund 675 m die Pielach von der Einlaufkammer EK 71 (Lage) zur Auslaufkammer AK 72. | BDA-Hist.: Q37825524 Status: Bescheid Stand der BDA-Liste: 2025-06-30 Name: 2 Einstiegstürme (69, 70), 5 Kanalbrücken, Einlaufkammer Pielachdüker (EK 71) GstNr.: 875/2, 883/3, 950/2, 878/8, 1163/1, 1145, 989/3, 878/6, 880/4, 951/3, 951/2, 984/1, 1064, 1063, 788/2 Hochquellenwasserleitung in Hofstetten-Grünau |
| ja   | Datei hochladen | Aquädukt Lederhof 1 HERIS-ID: 111621 Objekt-ID: 129610seit 2012                                                           | Standort KG: Grünsbach                                  | Die II. Wiener Hochquellenwasserleitung ist eine 183 Kilometer lange Trinkwasser-Versorgungsleitung für die Stadt Wien. Sie wurde auf Betreiben von Karl Lueger errichtet und nach zehnjähriger Bauzeit am 2. Dezember 1910 als II. Kaiser-Franz-Josef-Hochquellenleitung eröffnet.                                                                                                  | BDA-Hist.: Q37825544 Status: Bescheid Stand der BDA-Liste: 2025-06-30 Name: Aquädukt Lederhof 1 GstNr.: 1014/5, 989/3 Aquädukt Lederhof 1 |
| ja   | Datei hochladen | Auslaufkammer Pielachdüker (AK 72), Einsteigturm 73 HERIS-ID: 111623 Objekt-ID: 129612seit 2012                           | Standort siehe Beschreibung KG: Hofstetten              | Der Pielachdüker, ein Düker der II. Wiener Hochquellenwasserleitung, unterquert mit einer Horizontalentfernung von rund 675 m die Pielach von der Einlaufkammer EK 71 zur Auslaufkammer AK 72 (Lage). Das Bundesdenkmalamt schützt unter diesem Eintrag auch noch den Einsteigturm 73 (Lage).                                                                                        | BDA-Hist.: Q37825564 Status: Bescheid Stand der BDA-Liste: 2025-06-30 Name: Auslaufkammer Pielachdüker (AK 72), Einsteigturm 73 GstNr.: 361, 380/12 Hochquellenwasserleitung in Hofstetten-Grünau |